# Nowa Wieś (gmina Słupca)
Nowa Wieś – wieś w Polsce położona w województwie wielkopolskim, w powiecie słupeckim, w gminie Słupca.
W 1945 roku we wsi znajdowały się 44 gospodarstwa. W latach 1975–1998 miejscowość należała administracyjnie do województwa konińskiego.
We wsi znajduje się zabytkowy zespół dworski wpisany do krajowego rejestru zabytków (nr rej.: 399/141 z 2.12.1987 r.), składający się z:
- dworu z 1890 r.
- parku z końca XIX w.
- budynków gospodarczych z lat 1855-90.

7 lipca 1863 roku, pod Nową Wsią, miała miejsce potyczka pomiędzy powstańcami styczniowymi, dowodzonymi przez pułkownika Aleksandra Matysiewicza, a Rosjanami. Podczas walki poległo trzech polskich jeźdźców, których miejscowa ludność pochowała w jednej mogile. W 2013 roku umieszczono przy grobie granitową tablicę pamiątkową.
We wsi istniała niegdyś szkoła. 
W okresie PRL-u we wsi powstał zakład rolny przedsiębiorstwa PGR w Strzałkowie. 